# Juana Koslay
Juana Koslay is een plaats in het Argentijnse bestuurlijke gebied Juan Martín de Pueyrredón in de provincie  San Luis. De plaats telt 8.609 inwoners.